# BRC Racing Team
 (bandeau apposé le 19 août 2025 à 23:00).
Certains éléments attendus pour une ébauche d'article encyclopédique manquent ou n'atteignent pas la qualité attendue :
1. Indiquez les éléments démontrant la notoriété du sujet (aide).
2. Liez chaque fait présenté à une source de qualité (aide).
3. Utilisez un ton neutre, qui ne soit ni orienté ni publicitaire (aide).

Habituellement, un tel article est immédiatement supprimé. Nous vous invitons donc à améliorer rapidement cet article en respectant ces conseils. 
Si l’article n’atteint pas la qualité attendue avant le 20 août 2025 à 23:00 (CEST), il sera supprimé. 
Vous pouvez aussi remettre la page dans votre brouillon pour y travailler plus sereinement.
La BRC Racing Team est une écurie italienne de course automobile basée à Cherasco en Italie, fondée par Mariano Costamagna. Née du département compétition de BRC Gas Equipment, entreprise spécialisée dans la production de systèmes de carburant alternatif pour automobiles, elle est liée à Hyundai depuis 2017, pour qui elle intervient en tant qu'écurie semi-officielle dans diverses compétitions de voitures de tourisme et de rallye. Elle participe actuellement au TCR World Tour et au Championnat d'Europe des rallyes. Elle est réputée pour ses voitures de rallye converties au GPL,.

## Histoire
Fondée en 2009, l'équipe a fait ses débuts dans le championnat espagnol d'endurance avec une Nissan 350Z. Elle a ensuite participé à diverses compétitions routières et de rallye en Espagne et en Italie, comme le Suzuki Rally Trophy et la Seat Léon Supercopa. Plus tard, elle organise la Green Hybrid Cup (devenue le championnat italien des énergies alternatives) de 2011 à 2016.
En 2014, l'équipe a fait ses débuts en Championnat d'Italie des Rallyes avec une Ford Fiesta R5 GPL, pilotée par Giandomenico Basso. Le pilote vénitien a réalisé une excellente saison, remportant deux victoires au Rallye du Ciocco et au Rallye de Sardaigne et terminant deuxième au classement général, à égalité de points avec le vainqueur Paolo Andreucci. La voiture et le pilote ont été confirmés pour 2015; une Suzuki Swift de type R1 a également été engagée, confiée au directeur de l'équipe Massimiliano Fissore. Cette saison, Basso, bien qu'il n'ait remporté aucune victoire, a de nouveau terminé deuxième au classement général. Le double vice-champion, au volant de la Fiesta GPL, a également été confirmé pour 2016; une deuxième voiture issue du Rallye de l'Adriatico a également été engagée, pilotée par Simone Campedelli. À leurs côtés, l'engagement de la Suzuki Swift R1, pilotée par Lisa Meggiarin, a également été confirmé. Pour sa troisième année sous les couleurs de BRC, Basso a finalement réussi à décrocher le titre, tandis que Campedelli a terminé quatrième. 2017 a vu une série de changements importants pour l'équipe italienne, qui, dans le cadre de sa nouvelle collaboration avec Hyundai, a annoncé un changement de voiture, l'achat d'une nouvelle Hyundai i20 R5 et un passage au European Rally Tour, tout en confirmant Basso. Dans le même temps, elle a poursuivi son programme en CIR, annonçant un soutien technique à l'équipe de Campedelli, Orange1 Racing. Cette saison a également été riche en succès, Basso remportant le titre en European Rally Tour et Campedelli terminant troisième du CIR. En 2018, l'équipe a de nouveau changé de championnat, annonçant un programme partiel en Championnat du Monde des Rallyes et en Championnat d'Europe des Rallyes avec sa Hyundai i20 et le Français Pierre-Louis Loubet engagé pour piloter la voiture.
En 2017, l'équipe a signé un accord majeur avec Hyundai, devenant ainsi le partenaire officiel du constructeur sud-coréen pour le développement de plusieurs voitures de course destinées à des équipes privées. Outre la Hyundai i20 R5 pour le rallye, l'équipe italienne a également contribué au développement d'une version TCR de la Hyundai i30, destinée aux courses sur circuit. En 2017, l'équipe a participé à plusieurs épreuves de diverses compétitions TCR afin de poursuivre le développement de la voiture, pilotée par le pilote d'essai officiel Hyundai Gabriele Tarquini et d'autres personnalités du monde des voitures de tourisme, comme Alain Menu et Antti Buri. Compte tenu des excellents résultats obtenus durant cette phase, BRC a renouvelé son accord avec Hyundai en 2018, devenant ainsi son équipe cliente de référence pour la nouvelle Coupe du monde des voitures de tourisme, la compétition phare pour voitures de tourisme. Grâce au soutien du constructeur sud-coréen, l'équipe a pu engager deux voitures au championnat, avec Tarquini lui-même et Norbert Michelisz, ancien pilote d'usine Honda, au volant. Grâce à l'extrême compétitivité de ses voitures et de ses pilotes, l'équipe a immédiatement réussi à s'imposer en tête du championnat, remportant deux courses sur trois dès le premier week-end. À la fin de la saison, elle avait remporté six courses (cinq pour Tarquini et une pour Michelisz ), permettant au pilote italien de s'assurer le titre des pilotes et à l'équipe de terminer deuxième au classement par équipes.
En 2023 et 2024 l'équipe remporte deux fois consécutivement le Championnat d'Europe de Rallye avec Hayden Paddon et John Kennard au volant de la Hyundai i20 Rally2.

## Résultats

### TCR International Series
| Année | Voiture           | Pilote            | 1     | 2     | 3     | 4     | 5     | 6     | 7     | 8     | 9     | 10    | 11    | 12    | 13    | 14    | 15    | 16    | 17     | 18    | 19        | 20      | PP | Point | PS | Point |
| ----- | ----------------- | ----------------- | ----- | ----- | ----- | ----- | ----- | ----- | ----- | ----- | ----- | ----- | ----- | ----- | ----- | ----- | ----- | ----- | ------ | ----- | --------- | ------- | -- | ----- | -- | ----- |
| 2017  | Hyundai i30 N TCR | Gabriele Tarquini | GEO 1 | GEO 2 | BHR 1 | BHR 2 | BEL 1 | BEL 2 | ITA 1 | ITA 2 | AUT 1 | AUT 2 | UNG 1 | UNG 2 | GER 1 | GER 2 | THA 1 | THA 2 | CIN 1  | CIN 6 | EAU 1 15† | EAU 2 9 | —  | —     | —  | —     |
| 2017  | Hyundai i30 N TCR | Alain Menu        | GEO 1 | GEO 2 | BHR 1 | BHR 2 | BEL 1 | BEL 2 | ITA 1 | ITA 2 | AUT 1 | AUT 2 | UNG 1 | UNG 2 | GER 1 | GER 2 | THA 1 | THA 2 | CIN 12 | CIN 4 | EAU 1 Rit | EAU 2 5 | —  | —     | —  | —     |

### Coupe du Monde des Voitures de Tourismeiture de Tourisme
| Année | Voiture               | Pilote            | 1         | 2         | 3         | 4        | 5         | 6         | 7         | 8         | 9         | 10        | 11       | 12        | 13        | 14       | 15        | 16        | 17        | 18        | 19        | 20        | 21        | 22        | 23       | 24       | 25       | 26        | 27        | 28       | 29        | 30        | PP  | Point | PS | Point |
| ----- | --------------------- | ----------------- | --------- | --------- | --------- | -------- | --------- | --------- | --------- | --------- | --------- | --------- | -------- | --------- | --------- | -------- | --------- | --------- | --------- | --------- | --------- | --------- | --------- | --------- | -------- | -------- | -------- | --------- | --------- | -------- | --------- | --------- | --- | ----- | -- | ----- |
| 2018  | Hyundai i30 N TCR     | Norbert Michelisz | MAR 1 Rit | MAR 2 7   | MAR 3 5   | UNG 1 3  | UNG 2 6   | UNG 3 2   | GER 1 4   | GER 2 5   | GER 3 Rit | OLA 1 Rit | OLA 2 23 | OLA 3 22† | POR 1 Rit | POR 2 5  | POR 3     | SVC 1 23† | SVC 2 6   | SVC 3 1   | NIN 1 Rit | NIN 2 11  | NIN 3 5   | WUH 1 Rit | WUH 2 14 | WUH 3 14 | GPN 1 11 | GPN 2 3   | GPN 3 9   | MAC 1 5  | MAC 2 Rit | MAC 3     | 4°  | 246   | 2° | 559   |
| 2018  | Hyundai i30 N TCR     | Gabriele Tarquini | MAR 1     | MAR 2 19† | MAR 3 1   | UNG 1 6  | UNG 2 4   | UNG 3 1   | GER 1 Rit | GER 2 Rit | GER 3 NP  | OLA 1 Rit | OLA 2 19 | OLA 3 18  | POR 1 4   | POR 2 9  | POR 3 2   | SVC 1 3   | SVC 2 1   | SVC 3 Rit | NIN 1 4   | NIN 2 Rit | NIN 3 2   | WUH 1 17  | WUH 2 NC | WUH 3 13 | GPN 1 8  | GPN 2 5   | GPN 3 1   | MAC 1 4  | MAC 2 Rit | MAC 3 10  | 1°  | 306   | 2° | 559   |
| 2019  | Hyundai i30 N TCR     | Norbert Michelisz | MAR 1 11  | MAR 2 12  | MAR 3 8   | UNG 1 10 | UNG 2 Rit | UNG 3 2   | SVC 1 3   | SVC 2 6   | SVC 3 2   | OLA 1 Rit | OLA 2 7  | OLA 3     | GER 1     | GER 2 7  | GER 3 Rit | POR 1     | POR 2 Rit | POR 3 10  | CIN 1 4   | CIN 2 1   | CIN 3 Rit | GPN 1 13  | GPN 2 1  | GPN 3 9  | MAC 1 2  | MAC 2 10  | MAC 3 12  | MAL 1    | MAL 2 8   | MAL 3 4   | 1°  | 372   | 2° | 594   |
| 2019  | Hyundai i30 N TCR     | Gabriele Tarquini | MAR 1 4   | MAR 2 1   | MAR 3 5   | UNG 1 13 | UNG 2 17  | UNG 3 1   | SVC 1 6   | SVC 2 19  | SVC 3 9   | OLA 1 20  | OLA 2 13 | OLA 3 9   | GER 1 Rit | GER 2 23 | GER 3 5   | POR 1 Rit | POR 2 Rit | POR 3 15  | CIN 1 Rit | CIN 2     | CIN 3     | GPN 1 7   | GPN 2 3  | GPN 3 6  | MAC 1 9  | MAC 2 11  | MAC 3 Rit | MAL 1 3  | MAL 2 26  | MAL 3 18  | 8°  | 222   | 2° | 594   |
| 2019  | Hyundai i30 N TCR     | Nicky Catsburg    | MAR 1 10  | MAR 2 Rit | MAR 3 NP  | UNG 1 23 | UNG 2 10  | UNG 3 9   | SVC 1 7   | SVC 2 4   | SVC 3 12  | OLA 1 10  | OLA 2 4  | OLA 3 11  | GER 1 9   | GER 2 SQ | GER 3 8   | POR 1 5   | POR 2 5   | POR 3 Rit | CIN 1 5   | CIN 2 15  | CIN 3 Rit | GPN 1 23  | GPN 2 18 | GPN 3 11 | MAC 1 10 | MAC 2 12  | MAC 3 5   | MAL 1 9  | MAL 2 Rit | MAL 3 SQ  | 13° | 166   | 6° | 310   |
| 2019  | Hyundai i30 N TCR     | Augusto Farfus    | MAR 1 13  | MAR 2 11  | MAR 3 Rit | UNG 1 9  | UNG 2 9   | UNG 3 8   | SVC 1 5   | SVC 2 21  | SVC 3 7   | OLA 1 Rit | OLA 2 6  | OLA 3 4   | GER 1 8   | GER 2 3  | GER 3 Rit | POR 1 3   | POR 2 Rit | POR 3 Rit | CIN 1 7   | CIN 2 Rit | CIN 3 4   | GPN 1 15  | GPN 2 21 | GPN 3 16 | MAC 1    | MAC 2     | MAC 3     | MAL 1 28 | MAL 2 19  | MAL 3 Rit | 15° | 142   | 6° | 310   |
| 2019  | Hyundai i30 N TCR     | Luca Engstler     | MAR 1     | MAR 2     | MAR 3     | UNG 1    | UNG 2     | UNG 3     | SVC 1 10  | SVC 2 Rit | SVC 3 10  | OLA 1     | OLA 2    | OLA 3     | GER 1     | GER 2    | GER 3     | POR 1     | POR 2     | POR 3     | CIN 1     | CIN 2     | CIN 3     | GPN 1     | GPN 2    | GPN 3    | MAC 1 16 | MAC 2 Rit | MAC 3 14  | MAL 1    | MAL 2     | MAL 3     | 28° | 2     | 6° | 310   |
| 2020  | Hyundai i30 N TCR     | Norbert Michelisz | BEL 1 11  | BEL 2 8   | GER 1 NP  | GER 2 NP | SVC 1 10  | SVC 2 6   | SVC 3 10  | UNG 1 21  | UNG 2 5   | UNG 3 10  | SPA 1 6  | SPA 2 15  | SPA 3 16  | ARA 1 16 | ARA 2 5   | ARA 3 7   |           |           |           |           |           |           |          |          |          |           |           |          |           |           | 13° | 93    | 7° | 172   |
| 2020  | Hyundai i30 N TCR     | Gabriele Tarquini | BEL 1 15  | BEL 2 15  | GER 1 NP  | GER 2 NP | SVC 1 2   | SVC 2 Rit | SVC 3 Rit | UNG 1 NC  | UNG 2 18  | UNG 3 7   | SPA 1 5  | SPA 2 5   | SPA 3     | ARA 1 15 | ARA 2 Rit | ARA 3 13  |           |           |           |           |           |           |          |          |          |           |           |          |           |           | 14° | 79    | 7° | 172   |
| 2021  | Hyundai Elantra N TCR | Norbert Michelisz | GER 1 5   | GER 2 Rit | POR 1 Rit | POR 2 3  | SPA 1 7   | SPA 2 NC  | UNG 1 6   | UNG 2 14  | CEC 1 15  | CEC 2 1   | FRA 1 7  | FRA 2 6   | ITA 1 4   | ITA 2 7  | RUS 1 12  | RUS 2 8   |           |           |           |           |           |           |          |          |          |           |           |          |           |           | 8º  | 146   | 6° | 280   |
| 2021  | Hyundai Elantra N TCR | Gabriele Tarquini | GER 1 6   | GER 2 Rit | POR 1 Rit | POR 2 4  | SPA 1     | SPA 2 6   | UNG 1 12  | UNG 2 Rit | CEC 1 10  | CEC 2 Rit | FRA 1 3  | FRA 2 8   | ITA 1 9   | ITA 2 5  | RUS 1 14  | RUS 2 Rit |           |           |           |           |           |           |          |          |          |           |           |          |           |           | 12º | 114   | 6° | 280   |
| 2022  | Hyundai Elantra N TCR | Mikel Azcona      | FRA 1 6   | FRA 2 1   | GER 1 C   | GER 2 C  | UNG 1     | UNG 2 8   | SPA 1 2   | SPA 2 1   | POR 1 8   | POR 2 3   | ITA 1 2  | ITA 2 3   | ALS 1 3   | ALS 2 3  | BHR 1     | BHR 2 4   | SAU 1 6   | SAU 2 3   |           |           |           |           |          |          |          |           |           |          |           |           | 1°  | 337   | 1° |       |
| 2022  | Hyundai Elantra N TCR | Norbert Michelisz | FRA 1 9   | FRA 2 Rit | GER 1 C   | GER 2 C  | UNG 1 12  | UNG 2 4   | SPA 1 6   | SPA 2 Rit | POR 1 4   | POR 2 5   | ITA 1 4  | ITA 2 4   | ALS 1 4   | ALS 2 4  | BHR 1 2   | BHR 2 1   | SAU 1 2   | SAU 2 4   |           |           |           |           |          |          |          |           |           |          |           |           | 4º  | 222   | 1° |       |

### TCR World Tour
| Année | Voiture               | Pilote            | 1       | 2       | 3        | 4       | 5       | 6       | 7       | 8        | 9       | 10      | 11      | 12        | 13      | 14       | 15      | 16        | 17       | 18        | 19      | 20      | PP | Punti | PS | Punti |
| ----- | --------------------- | ----------------- | ------- | ------- | -------- | ------- | ------- | ------- | ------- | -------- | ------- | ------- | ------- | --------- | ------- | -------- | ------- | --------- | -------- | --------- | ------- | ------- | -- | ----- | -- | ----- |
| 2023  | Hyundai Elantra N TCR | Norbert Michelisz | POR 1   | POR 2 8 | SPA 1 8  | SPA 2   | VAL 1   | VAL 2 4 | UNG 1 6 | UNG 2 19 | ELP 1 6 | ELP 2 7 | VIL 1 2 | VIL 2 4   | SYD 1 8 | SYD 2 4  | SYD 3 2 | BAT 1 10  | BAT 2 1  | BAT 3 5   | MAC 1   | MAC 2 8 | 1° | 440   | 3° | 805   |
| 2023  | Hyundai Elantra N TCR | Mikel Azcona      | POR 1 2 | POR 2 4 | SPA 1 16 | SPA 2 8 | VAL 1 2 | VAL 2 5 | UNG 1 3 | UNG 2 4  | ELP 1 8 | ELP 2   | VIL 1   | VIL 2 Rit | SYD 1 3 | SYD 2 19 | SYD 3 6 | BAT 1 Rit | BAT 2 10 | BAT 3 Rit | MAC 1 4 | MAC 2 9 | 5° | 341   | 3° | 805   |

### Championnat d'Italie de voitures de tourisme TCR
| Année | Voiture             | Pilote               | 1        | 2         | 3         | 4       | 5         | 6        | 7         | 8        | 9         | 10       | 11      | 12       | 13       | 14        | PP  | Punti |
| ----- | ------------------- | -------------------- | -------- | --------- | --------- | ------- | --------- | -------- | --------- | -------- | --------- | -------- | ------- | -------- | -------- | --------- | --- | ----- |
| 2015  | SEAT León Supercopa | Mariano Costamagna   | MNZ 1    | MNZ 2     | MAG 1     | MAG 2   | IMO 1     | IMO 2    | PER 1 9   | PER 2 8  | VAL 1 7   | VAL 2 NP | MIS 1   | MIS 2    | MUG 1    | MUG 2     | 13° | 15    |
| 2015  | SEAT León Supercopa | Gianluigi Ghione     | MNZ 1    | MNZ 2     | MAG 1     | MAG 2   | IMO 1     | IMO 2    | PER 1 9   | PER 2 8  | VAL 1     | VAL 2    | MIS 1   | MIS 2    | MUG 1    | MUG 2     | 19° | 7     |
| 2015  | SEAT León Supercopa | Massimiliano Fissore | MNZ 1    | MNZ 2     | MAG 1     | MAG 2   | IMO 1     | IMO 2    | PER 1     | PER 2    | VAL 1 7   | VAL 2 NP | MIS 1   | MIS 2    | MUG 1    | MUG 2     | 17° | 8     |
| 2016  | SEAT León Cup Racer | Alberto Viberti      | ADR 1 2  | ADR 2     | MIS 1 Rit | MIS 2 1 | MAG 1 5   | MAG 2    | MUG 1 2   | MUG 2 1  | VAL 1 2   | VAL 2    | IMO 1   | IMO 2 1  | MNZ 1    | MNZ 2     | 2°  | 140   |
| 2016  | SEAT León Cup Racer | Marco Costamagna     | ADR 1 8  | ADR 2 3   | MIS 1 5   | MIS 2 6 | MAG 1     | MAG 2    | MUG 1 7   | MUG 2 5  | VAL 1     | VAL 2    | IMO 1 5 | IMO 2 14 | MNZ 1    | MNZ 2     | 6°  | 48    |
| 2016  | SEAT León Cup Racer | Mariano Costamagna   | ADR 1    | ADR 2     | MIS 1     | MIS 2   | MAG 1     | MAG 2    | MUG 1 Rit | MUG 2 NP | VAL 1 5   | VAL 2 5  | IMO 1   | IMO 2    | MNZ 1 12 | MNZ 2 7   | 11° | 25    |
| 2016  | SEAT León Cup Racer | Gianluigi Ghione     | ADR 1    | ADR 2     | MIS 1     | MIS 2   | MAG 1 8   | MAG 2 4  | MUG 1     | MUG 2    | VAL 1 Rit | VAL 2 4  | IMO 1   | IMO 2    | MNZ 1    | MNZ 2     | 16° | 19    |
| 2016  | SEAT León Cup Racer | Alberto Biraghi      | ADR 1    | ADR 2     | MIS 1     | MIS 2   | MAG 1 4   | MAG 2 5  | MUG 1     | MUG 2    | VAL 1     | VAL 2    | IMO 1   | IMO 2    | MNZ 1    | MNZ 2     | 17° | 15    |
| 2018  | Hyundai i30 N TCR   | Eric Scalvini        | IMO 1 20 | IMO 2 23† | PRI 1 2   | PRI 2 7 | MIS 1 4   | MIS 2 10 | MUG 1 3   | MUG 2 9  | IMO 1 NP  | IMO 2 NP | VAL 1 3 | VAL 2 12 | MNZ 1 2  | MNZ 2 15† | 6°  | 69    |
| 2018  | Hyundai i30 N TCR   | Federico Paolino     | IMO 1 16 | IMO 2 11  | PRI 1 7   | PRI 2   | MIS 1 Rit | MIS 2 12 | MUG 1 8   | MUG 2 7  | IMO 1 Rit | IMO 2 9  | VAL 1 9 | VAL 2 3  | MNZ 1 17 | MNZ 2 Rit | 12° | 34,5  |

### TCR Europe Touring Car Series
| Année | Voiture           | Pilote       | 1        | 2         | 3         | 4        | 5         | 6        | 7       | 8         | 9        | 10       | 11        | 12        | 13        | 14       | PP  | Point | PS  | Point |
| ----- | ----------------- | ------------ | -------- | --------- | --------- | -------- | --------- | -------- | ------- | --------- | -------- | -------- | --------- | --------- | --------- | -------- | --- | ----- | --- | ----- |
| 2019  | Hyundai i30 N TCR | Luca Filippi | HUN 1 11 | HUN 2 Rit | HOC 1 Rit | HOC 2 12 | SPA 1 15  | SPA 2 8  | RBR 1 2 | RBR 2 21† | OSC 1 7  | OSC 2 11 | CAT 1 28† | CAT 2 25  | MNZ 1 Rit | MNZ 2 11 | 16° | 108   | 12° | 125   |
| 2020  | Hyundai i30 N TCR | Maťo Homola  | LEC 1 8  | LEC 2 12  | ZOL 1 3   | ZOL 2 8  | MNZ 1 17† | MNZ 2 3  | CAT 1 4 | CAT 2 20  | SPA 1 15 | SPA 2 12 | JAR 1 3   | JAR 2 11  |           |          | 7°  | 204   | 3°  | 423   |
| 2020  | Hyundai i30 N TCR | Dániel Nagy  | LEC 1 11 | LEC 2 10  | ZOL 1 4   | ZOL 2 3  | MNZ 1 6   | MNZ 2 13 | CAT 1 6 | CAT 2 5   | SPA 1 17 | SPA 2 6  | JAR 1 7   | JAR 2 20† |           |          | 8°  | 202   | 3°  | 423   |

### Championnat d'Italie des rallyes
| Année | Voiture        | Pilote             | 1         | 2         | 3     | 4                    | 5     | 6     | 7     | 8     | PP  | Points |
| ----- | -------------- | ------------------ | --------- | --------- | ----- | -------------------- | ----- | ----- | ----- | ----- | --- | ------ |
| 2014  | Ford Fiesta R5 | Giandomenico Basso | C'EST 1   | SAINT Rit | TFL 2 | SRD 1                | SMR 2 | PAA 2 | ADR 2 | DVL 2 | 2e  | 90     |
| 2015  | Ford Fiesta R5 | Giandomenico Basso | C'EST Rit | SAINT 2   | ADR 3 | TFL Caroline du Nord | SMR 3 | PAA 3 | ECR 2 | DVL 2 | 2e  | 66     |
| 2016  | Ford Fiesta R5 | Giandomenico Basso | C'EST 2   | SAINT 4   | TFL 3 | ADR 4                | SMR 1 | PAA 1 | ECR 3 | DVL 3 | 1er | 95,5   |
| 2016  | Ford Fiesta R5 | Simone Campedelli  | C'EST     | SAINT 3   | TFL   | ADR 2                | SMR 2 | PAA 3 | ECR 4 | DVL 2 | 4e  | 62     |

### Tour d'Europe des rallyes
| Année | Voiture        | Pilote             | 1     | 2     | 3     | 4     | 5     | 6   | PP  | Points |
| ----- | -------------- | ------------------ | ----- | ----- | ----- | ----- | ----- | --- | --- | ------ |
| 2017  | Hyundai i20 R5 | Giandomenico Basso | ROM 1 | BON 2 | PAR 2 | AUT 1 | SVI 1 | ITA | 1er | 139    |

### Championnat du monde des rallyes-2
| Année | Voiture        | Pilote              | 1       | 2   | 3   | 4       | 5   | 6     | 7       | 8         | 9             | 10        | 11      | 12    | 13        | PP               | Points | PS               | Points |
| ----- | -------------- | ------------------- | ------- | --- | --- | ------- | --- | ----- | ------- | --------- | ------------- | --------- | ------- | ----- | --------- | ---------------- | ------ | ---------------- | ------ |
| 2016  | Ford Fiesta R5 | Robert Kubica       | LUN Rit | SVE | MES | ARG     | PAR | ITA   | POL     | AILETTE   | ALLEMAGNE     | ENTRE     | SPA     | GBR   | Australie | Caroline du Nord | 0      | Caroline du Nord | 0      |
| 2017  | Ford Fiesta R5 | Giandomenico Basso  | LUN Rit | SVE | MES | ENTRE   | ARG | PAR   | ITA     | POL       | AILETTE       | ALLEMAGNE | SPA     | GBR   | Australie | Caroline du Nord | 0      | Caroline du Nord | 0      |
| 2018  | Hyundai i20 R5 | Pierre-Louis Loubet | LUN     | SVE | MES | ENTRE 6 | ARG | PAR 4 | ITA Rit | AILETTE 5 | ALLEMAGNE Rit | TUR       | GBR Rit | SPA 7 | Australie | 11e              | 36     | 10e              | 46     |

### Championnat d'Europe des rallyes
| Année | Voiture        | Pilote              | 1      | 2       | 3   | 4   | 5   | 6   | 7     | 8       | PP  | Points | PS  | Points |
| ----- | -------------- | ------------------- | ------ | ------- | --- | --- | --- | --- | ----- | ------- | --- | ------ | --- | ------ |
| 2018  | Hyundai i20 R5 | Pierre-Louis Loubet | PAR 34 | SPA Rit | GRE | CIP | ITA | CEC | POL   | LAISSER | 33° | 6      | 14e | 25     |
| 2018  | Hyundai i20 R5 | Jari Huttunen       | PAR    | SPA     | GRE | CIP | ITA | CEC | POL 2 | LAISSER | 12e | 31     | 14e | 25     |